# Porcellio ancararum
Porcellio ancararum is een pissebed uit de familie Porcellionidae. De wetenschappelijke naam van de soort is voor het eerst geldig gepubliceerd in 1992 door Rodriguez & Vicente.